# Artemidor de Cnidos
Artemidor (en grec antic: Άρτεμίδωρος, Artemídōros), fill de Teopomp, va ser un rètor de l'antiga Grècia nascut a Cnidos (Cària). Era amic personal de Juli Cèsar, i va ensenyar llengua grega a Roma.
L'any 45 aC, Artemidor es va assabentar del complot contra Cèsar i el va advertir per carta i el va instar a què prengués precaucions, però Cèsar no en va fer cas.